# シャープ・レシオ
シャープ・レシオ（英: Sharpe ratio）とは、投資の効率性を測る指標で、1966年にウィリアム・シャープにより提案された。

## 概要
シャープ・レシオは現代ポートフォリオ理論(MPT)や資本資産価格モデル(CAPM)を基礎とした投資の効率性基準である。同様にMPTやCAPMを基礎とした投資の効率性の基準としてジェンセンのアルファとトレイナーの測度がある。あるポートフォリオの収益率を {\displaystyle R_{p}} とする時、そのポートフォリオのシャープ・レシオ {\displaystyle S_{p}} は次で定義される。
{\displaystyle S_{p}={\frac {E[R_{p}]-r_{\mathrm {f} }}{\sqrt {\mathrm {Var} (R_{p})}}}}
ここで {\displaystyle E[R_{p}]} は {\displaystyle R_{p}} の期待値であり、{\displaystyle \mathrm {Var} (R_{p})} は {\displaystyle R_{p}} の分散、{\displaystyle r_{\mathrm {f} }} は無リスク金利（無リスク資産の金利）である。シャープ・レシオの分子はそのポートフォリオのリスクプレミアムであり、分母は標準偏差であるので、1標準偏差あたりの無リスク資産に対する超過リターンがどの程度かを表している。よってシャープ・レシオが大きければ大きいほど効率的に投資が行われていることになる。特に投資信託などのファンドのパフォーマンス評価に用いられる。
実際のデータに適用する際は、あるポートフォリオの {\displaystyle n} 期間の収益率実績 {\displaystyle R_{p,i},\;i=1,\dots ,n} が得られたとして、次のように計算する。
{\displaystyle {\widehat {S}}_{p}={\dfrac {{\overline {R}}_{p}-r_{\mathrm {f} }}{{\widehat {\sigma }}_{p}}}}
ただし、
{\displaystyle {\overline {R}}_{p}={\frac {1}{n}}\sum _{i=1}^{n}R_{p,i},\quad {\widehat {\sigma }}_{p}={\sqrt {{\frac {1}{n-1}}\sum _{i=1}^{n}{\Big (}R_{p,i}-{\overline {R}}_{p}{\Big )}^{2}}}}
である。

## 理論

### シャープ・レシオと接点ポートフォリオ
リスク資産のみへの投資を考えるとシャープ・レシオを最大化するポートフォリオは接点ポートフォリオとなる。実際、リスク・リターン平面において、シャープ・レシオは無リスク資産(リスクが0でリターンが利子率)の位置する点とリスク資産ポートフォリオの位置する点を通る直線の傾きとなっている。その傾きを最大化する点の定義が接点ポートフォリオなので、確かにシャープ・レシオを最大化するポートフォリオは接点ポートフォリオとなっている。

### シャープ・レシオとCAPM
CAPMとシャープ・レシオは以下のようにして関係づけられる。任意のポートフォリオ {\displaystyle p} の収益率 {\displaystyle R_{p}} と市場ポートフォリオの収益率 {\displaystyle R_{\mathrm {m} }} の相関係数 {\displaystyle \rho _{p\mathrm {m} }} は次で定義される。
{\displaystyle \rho _{p\mathrm {m} }={\frac {\mathrm {Cov} (R_{p},R_{\mathrm {m} })}{\sqrt {\mathrm {Var} (R_{p})\mathrm {Var} (R_{\mathrm {m} })}}}}
ただし {\displaystyle \mathrm {Cov} (R_{p},R_{\mathrm {m} })} は {\displaystyle R_{p}} と {\displaystyle R_{\mathrm {m} }} の共分散である。よってCAPMが成立しているならば、ポートフォリオ {\displaystyle p} のシャープ・レシオ {\displaystyle S_{p}} について以下の等式が成立する。
{\displaystyle S_{p}={\frac {E[R_{p}]-r_{\mathrm {f} }}{\sqrt {\mathrm {Var} (R_{p})}}}={\frac {\beta _{p\mathrm {m} }}{\sqrt {\mathrm {Var} (R_{p})}}}{\Big (}E[R_{\mathrm {m} }]-r_{\mathrm {f} }{\Big )}={\frac {\mathrm {Cov} (R_{p},R_{\mathrm {m} })}{\mathrm {Var} (R_{\mathrm {m} }){\sqrt {\mathrm {Var} (R_{p})}}}}{\Big (}E[R_{\mathrm {m} }]-r_{\mathrm {f} }{\Big )}=\rho _{p\mathrm {m} }{\frac {E[R_{\mathrm {m} }]-r_{\mathrm {f} }}{\sqrt {\mathrm {Var} (R_{\mathrm {m} })}}}=\rho _{p\mathrm {m} }S_{\mathrm {m} }}
ここで、{\displaystyle \beta _{p\mathrm {m} }} はポートフォリオ {\displaystyle p} のベータ(CAPMを参照)、{\displaystyle S_{\mathrm {m} }} は市場ポートフォリオのシャープ・レシオである。相関係数 {\displaystyle \rho _{p\mathrm {m} }} は-1から1までの値しか取らないので、市場ポートフォリオのシャープ・レシオ(つまり市場ポートフォリオのリスクプレミアム)が正ならばポートフォリオ {\displaystyle p} のシャープ・レシオは必ず市場ポートフォリオのシャープ・レシオ以下であることが言える。リスクプレミアムの項で説明されているように、リスクプレミアムは通常、正であるので次の不等式が成り立つ。
{\displaystyle S_{p}\leq S_{\mathrm {m} }}
よってCAPMの下ではどのようなポートフォリオを考えたとしても、市場ポートフォリオよりシャープ・レシオの観点で効率的なポートフォリオは組成できないことが言える。市場ポートフォリオは時価総額加重平均ポートフォリオなので、S&P500などの時価総額加重平均型株価指数と同一視できる。よってインデックス運用と呼ばれる市場インデックス連動型の運用方針が用いられる理論的背景として、このようなシャープ・レシオによる説明が可能である。

## 欠点
シャープ・レシオの欠点として、リスクプレミアムが負の時にその意味が明瞭ではなくなることがある。例えば同じリスクプレミアムを実現するポートフォリオ {\displaystyle A,B} を考える。ポートフォリオ {\displaystyle A,B} の収益率をそれぞれ {\displaystyle R_{A},R_{B}} とすると、そのシャープ・レシオ {\displaystyle S_{A},S_{B}} は
{\displaystyle S_{A}={\frac {E[R_{A}]-r_{\mathrm {f} }}{\sqrt {\mathrm {Var} (R_{A})}}},\quad S_{B}={\frac {E[R_{B}]-r_{\mathrm {f} }}{\sqrt {\mathrm {Var} (R_{B})}}}}
となる。ここで、ポートフォリオ {\displaystyle A,B} のリスクプレミアムが負であるとする。つまり
{\displaystyle E[R_{A}]-r_{\mathrm {f} }=E[R_{B}]-r_{\mathrm {f} }<0}
であるとする。この時、{\displaystyle S_{A}<S_{B}} ならば、リスクプレミアムが負であることから {\displaystyle \mathrm {Var} (R_{A})<\mathrm {Var} (R_{B})} となる。つまりポートフォリオ {\displaystyle B} は同じリスクプレミアムでポートフォリオ {\displaystyle A} より大きなリスクを取っていながら、シャープ・レシオはポートフォリオ {\displaystyle A} より大きくなる。リスクプレミアムの項で説明されているように、リスクプレミアムは通常、正ではあるが、実際のデータを用いてシャープ・レシオを計算する時に、恐慌時のデータなどが含まれていると、推定リスクプレミアムが負になることがある。そのようなデータを用いてシャープ・レシオによるパフォーマンス比較を行うと上で述べたような問題が生じるおそれがある。このような問題を回避する為にシャープ・レシオの2乗を用いることがある。つまり
{\displaystyle S_{p}^{2}={\frac {(E[R_{p}]-r_{\mathrm {f} })^{2}}{\mathrm {Var} (R_{p})}}}
である。この時、上の例であげたポートフォリオ {\displaystyle A,B} について、{\displaystyle S_{A}<S_{B}} であっても、リスクプレミアムが負なので、{\displaystyle S_{A}^{2}>S_{B}^{2}} となる。よってより大きなリスクを取っているポートフォリオ {\displaystyle B} の方がシャープ・レシオの2乗は小さくなることが分かる。ただし、シャープ・レシオが1標準偏差あたりの超過リターンという明確な意味を持っていたのに対し、その2乗がどのような意味を持つかは明らかではないし、正のリスクプレミアムを持つポートフォリオのシャープ・レシオの2乗が負のリスクプレミアムを持つポートフォリオのシャープ・レシオの2乗より小さくなることがあるので、全ての問題が解決されるわけではない。